# Marie Renaud-Maury
Pour les articles homonymes, voir Renaud (homonymie) et Maury.
Marie Renaud-Maury, née Marie Léonie Renaud le 4 décembre 1852 à Paris et morte dans la même ville le 10 avril 1928, est une compositrice et pédagogue française.

## Biographie
Marie Léonie Renaud naît à Paris le 4 décembre 1852.
Elle se forme au Conservatoire de musique et de déclamation à Paris et obtient une première médaille de solfège et une première médaille d'étude de clavier en 1870, un premier prix d'harmonie et accompagnement au clavier dans la classe d'Édouard Batiste en 1873 (future classe d'accompagnement au clavier à partir de 1879), un premier accessit dans la classe d'orgue de César Franck et un premier prix de contrepoint et fugue dans la classe de François Bazin en 1876. Elle est la première femme à remporter le premier prix de contrepoint et fugue, unique récompense des classes de composition du conservatoire. Treize années avant elle, la première femme à obtenir une récompense de ces classes est Charlotte Rollé-Jacques, mais cette dernière n'obtint qu'un deuxième accessit et non un prix. À cette époque, la récompense ultime des classes de composition du conservatoire était le Grand Prix de Rome de composition musicale, mais Marie Renaud ne put s'y présenter, le concours étant interdit aux femmes jusqu'en 1903.
Quelques mois avant sa récompense dans les classes de composition, Marie Renaud est la première femme à être accueillie à la Société nationale de musique (SNM). Au mois d'août 1876 elle présente au public son Trio en sol mineur pour violon, violoncelle et piano (qui sera repris quelques mois plus tard à la SNM dans la salle Pleyel,,). Cet événement est relevé dans la presse : « Ce trio [...] est d'un réel mérite, même si l'on fait abstraction de l'âge et du sexe de la débutante » écrit par exemple, la Revue et gazette musicale de Paris ; pour Le Ménestrel : « Le trio de Mlle Renaud est une œuvre de maître ».
La Société nationale de musique ferma les portes à Marie Renaud en 1879. Elle se fait remarquer à la Société des compositeurs de musique (SCM) en 1892 avec un prix pour sa Fantaisie symphonique [Concerto] pour piano et orchestre de forme libre. Elle est primée de nouveau à la SCM en 1898 pour la 2e Fantaisie symphonique qui reçut un accueil très favorable dans la presse musicale. Aujourd'hui, les partitions de ces œuvres restent introuvables.
En tant qu'enseignante, Marie Renaud est nommée répétiteur de solfège au Conservatoire de Paris de 1876 à 1893. Elle publie en 1887, un Recueil de leçons de solfège pour les examens de chant de la ville de Paris et est nommée officier d'académie dans l'ordre des Palmes académiques en 1892. Le 8 mars 1894 est créée sa scène lyrique La dernière aurore de Jeanne d'Arc au théâtre d'Application,.
Elle se marie le 8 mars 1879 à Jacques-Hippolyte Maury (1834-1881), professeur de cornet à pistons au Conservatoire de Paris de 1874 à 1880.
Marie Renaud-Maury meurt à Paris le 10 avril 1928.

## Œuvres (sélection)

### Œuvres perdues
- Trio en sol mineur pour violon, violoncelle et piano (1878)
- Fantaisie symphonique [Concerto] pour piano et orchestre (1892)
- La dernière aurore de Jeanne d'Arc, scène lyrique en un acte (1894)
- 2e Fantaisie symphonique pour piano et orchestre (1898)

### Œuvres accessibles

#### Solfège
- Recueil des leçons de solfège à changements de clefs composées pour les examens supérieurs de chant de la ville de Paris (1881-1886) [avec accompagnement de piano] (1887)

#### Musique pour piano
- Valse expressive pour piano (1883)[19]
- 3 Airs de ballet pour piano, op. 13 no 1 et 2 (1886)[20]
- Menuet français du XIXe siècle, pour piano à quatre mains (1886)[21]
- 6 Pièces très faciles pour piano (1890)[22]
- 3 Airs de ballet pour piano, op. 13 no 3 (1892)[23]
- Badinage pour piano (1892)[24]
- Pièce enfantine pour piano (1892)[25]

#### Mélodies
- Effet de neige, mélodie, paroles d'Ernest Lavigne (1886)[26]
- Feuilles d'automne, mélodie, paroles d'Ernest Lavigne (1886)[27]
- Sombrero, chanson espagnole, poésie d'Édouard Guinand (1890)[28]
- Jeunesse, mélodie, poésie et musique de Renaud-Maury (1893)[29]
- Mignonne, poésie et musique de Renaud-Maury (1899)[30]
- France !, chant national, paroles d'Eugène Crosti (1915)[31]

#### Musique vocale
- Bergerie, chœur pour 2 voix de femmes avec accompagnement de piano, paroles d'Oscar Comettant (1888)[32]

#### Musique de chambre
- Andante pour violoncelle avec accompagnement de piano (1887)[33]
- Air de ballet pour violoncelle et piano (1887)[34]